# Aphonoides acuta
Aphonoides acuta är en insektsart som beskrevs av Sigfrid Ingrisch 1997. Aphonoides acuta ingår i släktet Aphonoides och familjen syrsor. Inga underarter finns listade i Catalogue of Life.